# De-Dion-Bouton-V8-Modelle

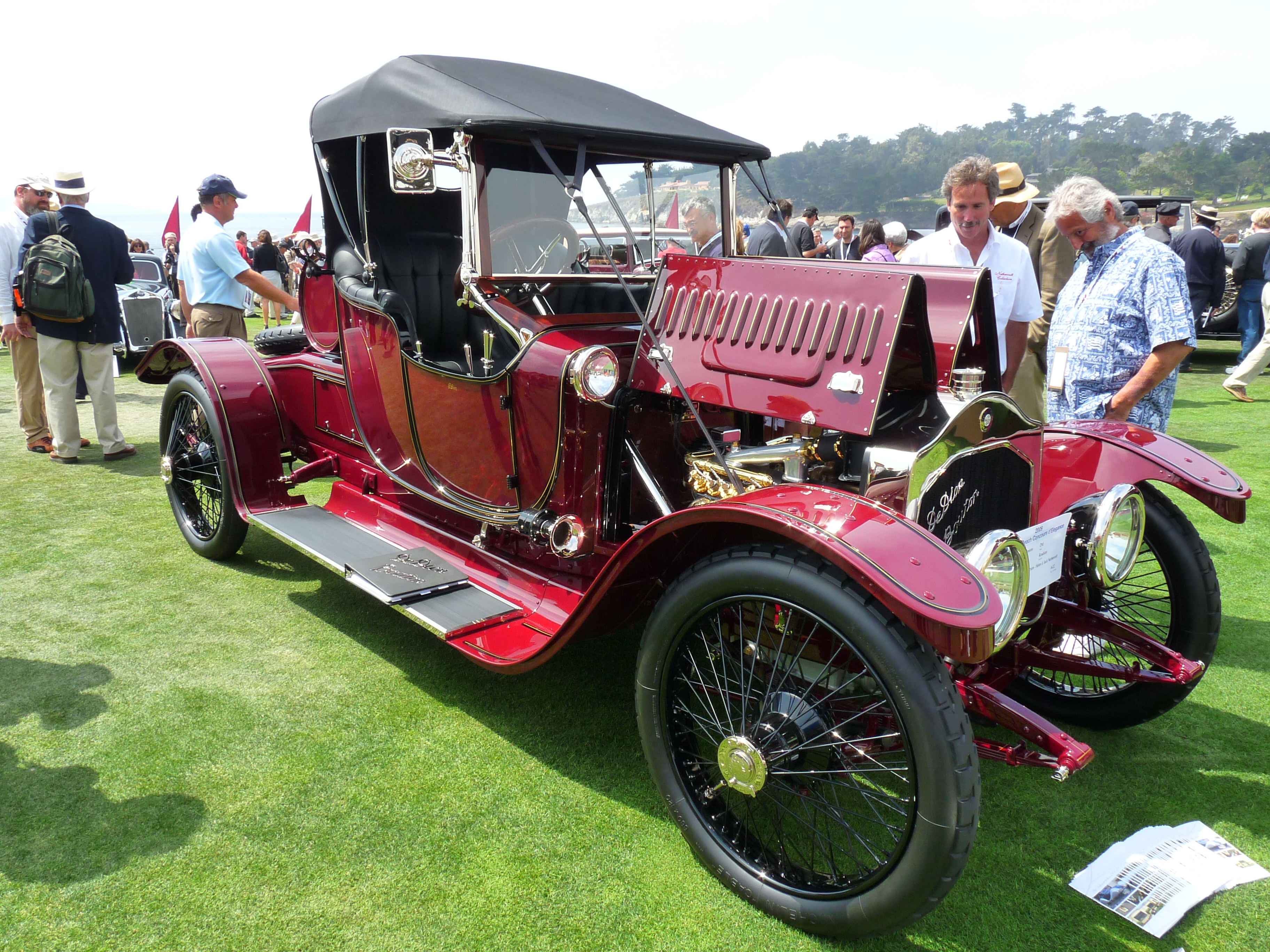
De Dion-Bouton Type DM

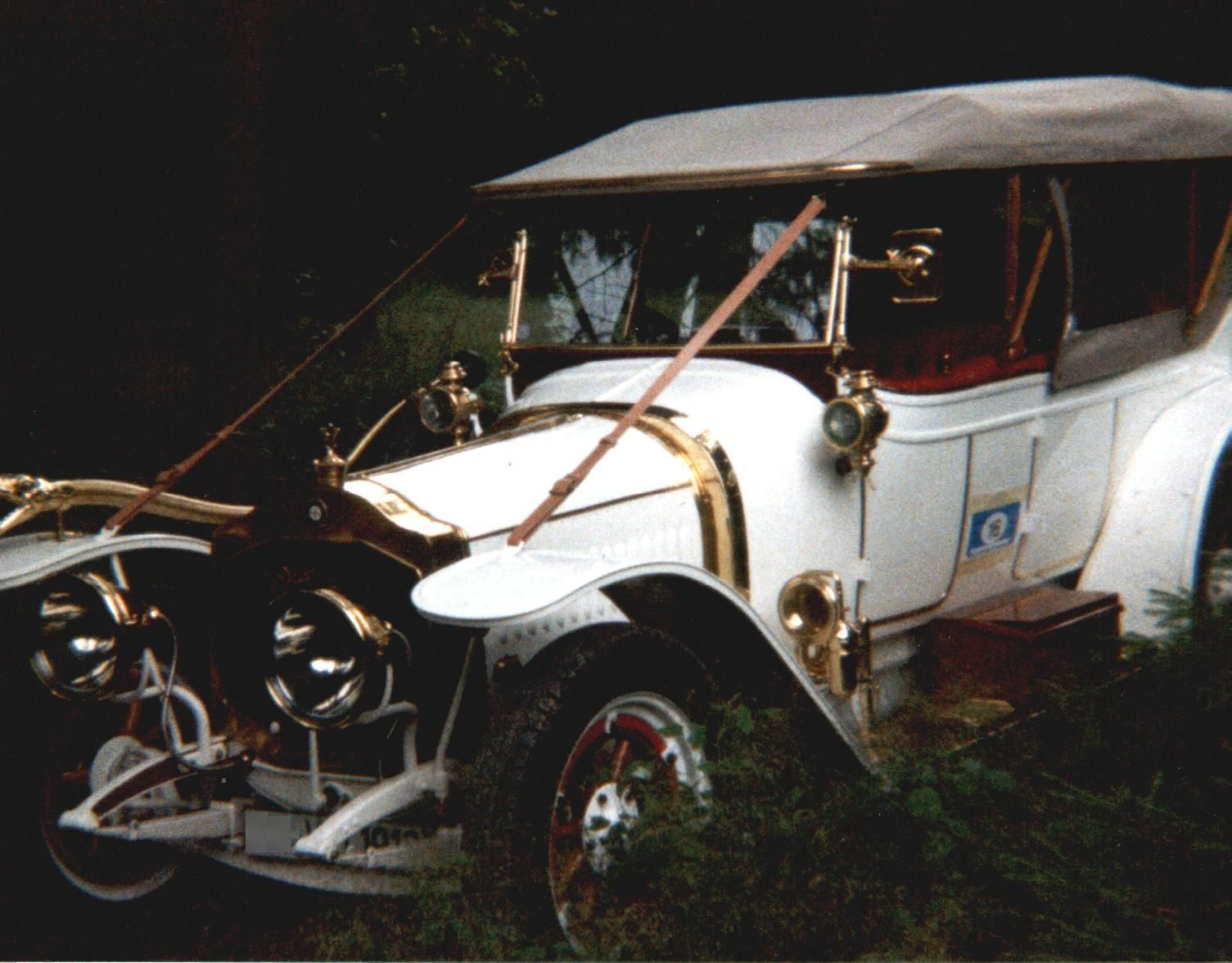
De Dion-Bouton Type DM

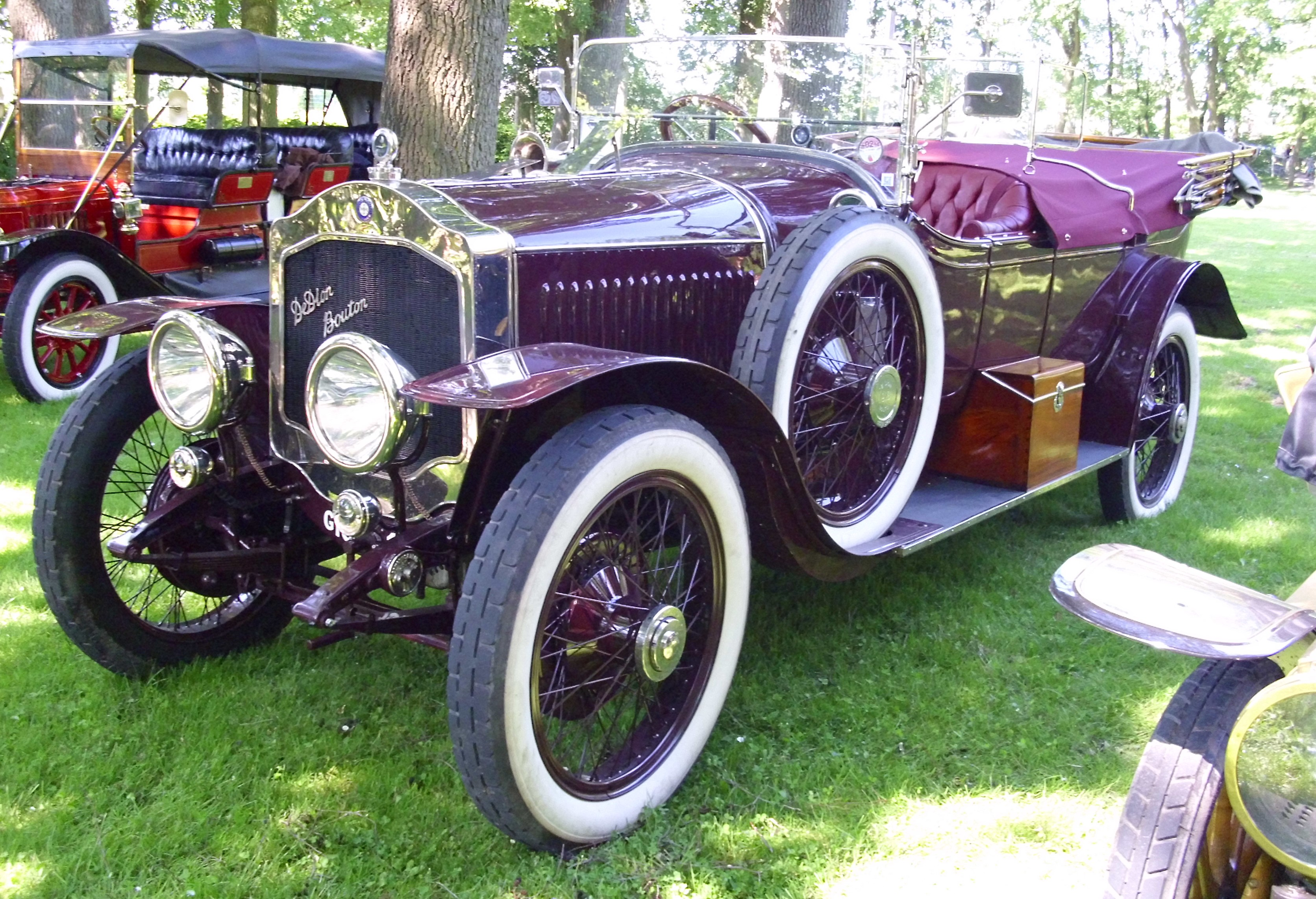
De Dion-Bouton Type EF

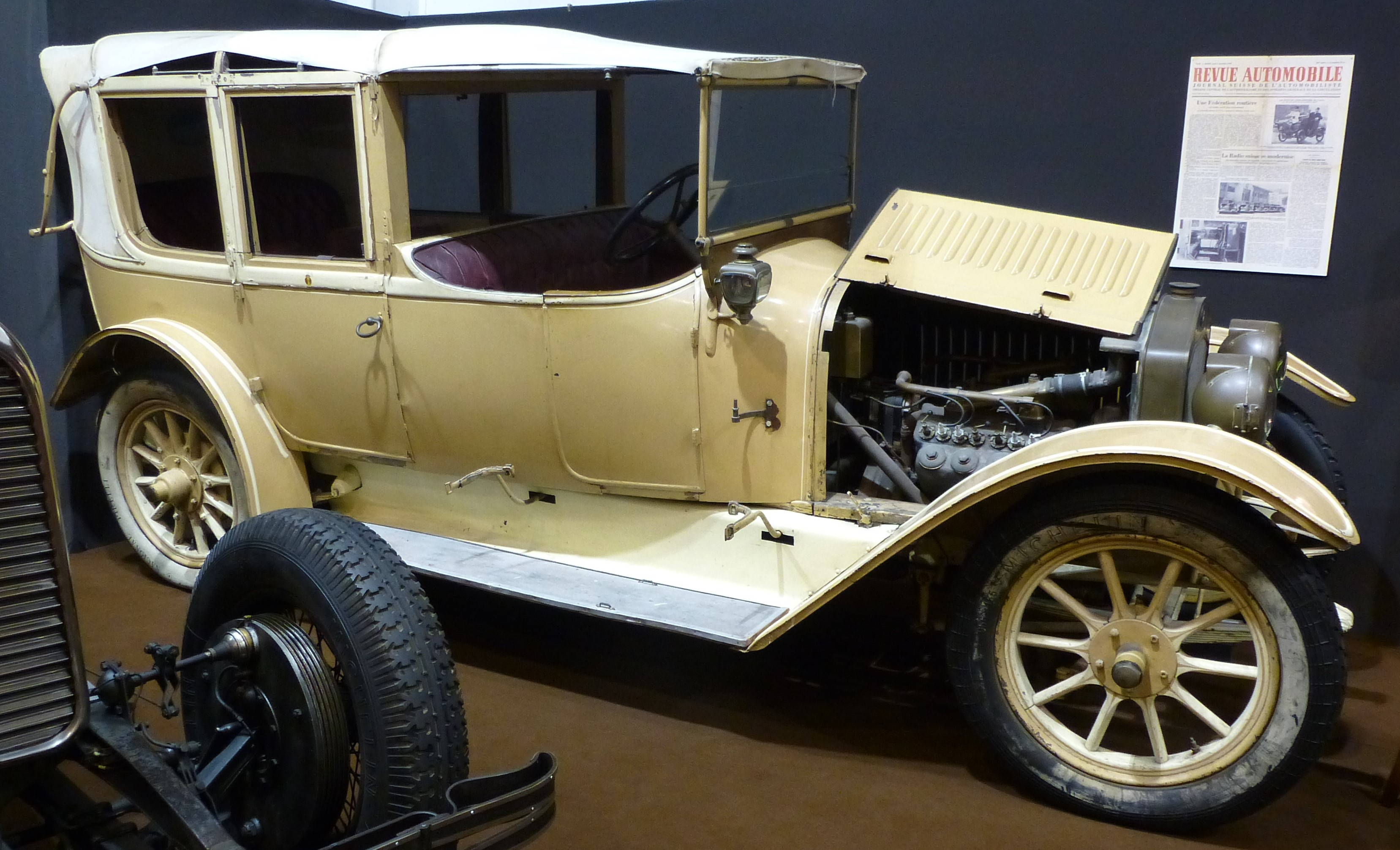
De Dion-Bouton Type ER

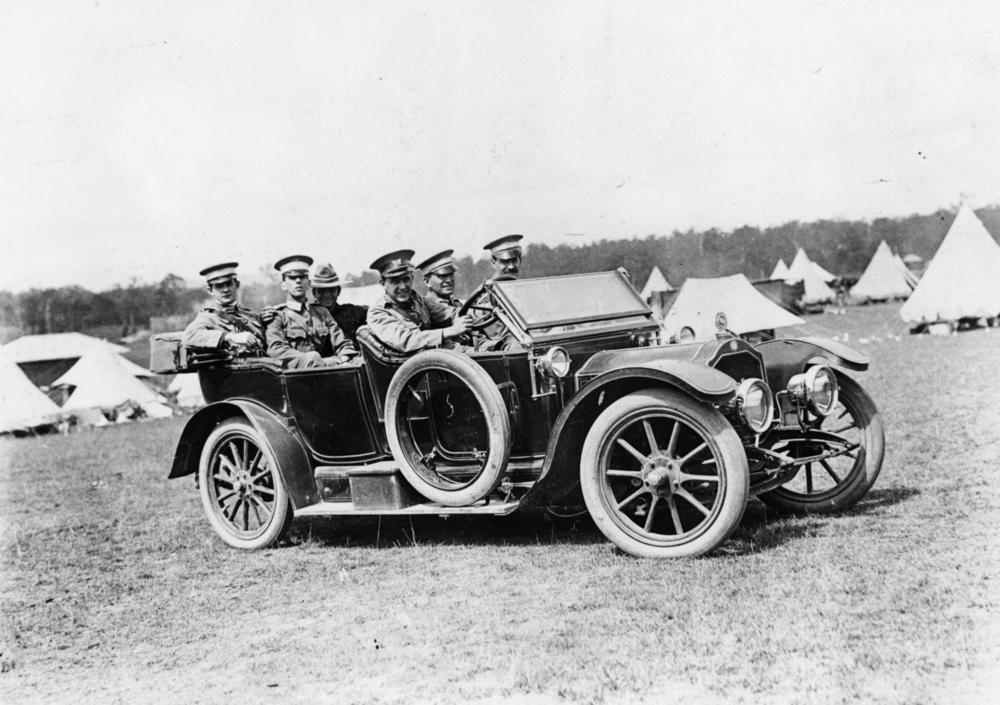
Unbekannter Typ in Australien

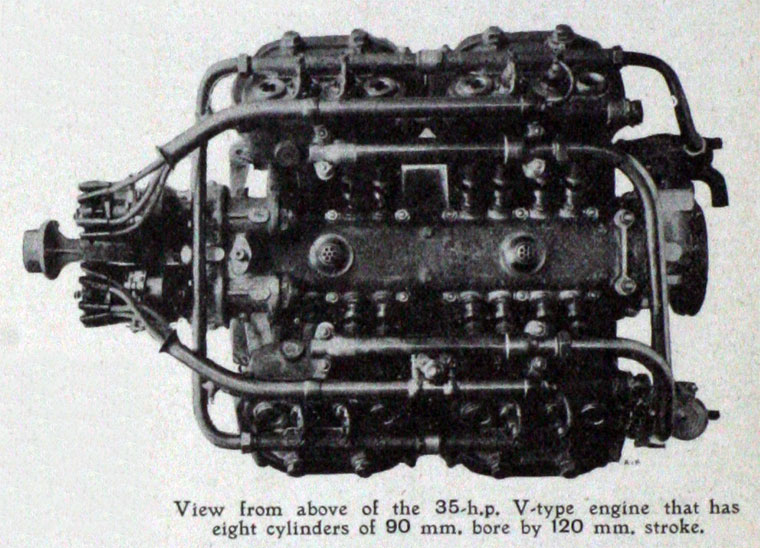
Der V8-Motor der ersten Ausführung von 1909

Die De-Dion-Bouton-V8-Modelle gehören zu einer Baureihe von Pkw-Modellen. Der ehemalige französische Automobilhersteller De Dion-Bouton produzierte sie zwischen 1909 und 1923.

## Beschreibung
Die Fahrzeuge haben einen V8-Motor. Die Motorenentwicklung begann 1908. Das erste Modell erhielt im Juli 1909 seine Zulassung von der nationalen Behörde. Es war das weltweit erste Serienauto mit einem V8-Motor.

## Die einzelnen Modelle
Vor dem Ersten Weltkrieg gab es die Modelle mit Motoren in vier unterschiedlichen Größen.

### Die Modelle mit dem kleineren Motor
Für 1910 ist ein Type CN bekannt. Sein Motor hat 75 mm Bohrung, 100 mm Hub und 3534 cm³ Hubraum. Er war damals in Frankreich mit 25 Cheval fiscal (Steuer-PS) und in den USA mit 26 PS eingestuft.
Type EP und Type EQ erhielten am 29. September 1913 ihre Zulassung. Der Motor hat 66 mm Bohrung, 130 mm Hub und 3558 cm³ Hubraum. Er war damals in Frankreich je nach Quelle mit 20 CV oder 16/22 CV eingestuft. Der Motor ist vorne im Fahrzeug montiert. Er treibt über ein Vierganggetriebe und eine Kardanwelle die Hinterachse an. Das Fahrgestell hat 3202 mm Radstand und 1350 mm Spurweite. Sie unterscheiden sich in der Art der Kraftübertragung auf die Hinterräder. Beide Modelle standen bis 1914 im Sortiment.
Darauf folgte der Type GR. Er hatte die gleichen Daten und wurde bis 1915 angeboten.

### Die Modelle mit dem mittelgroßen Motor
Der Type DM erhielt am 28. November 1911 seine Zulassung. 70 mm Bohrung und 130 mm Hub ergeben 4002 cm³ Hubraum und 20 CV. Der Radstand beträgt 3270 mm und die Spurweite 1400 mm.
Darauf folgten Type EC mit Zulassung vom 20. Januar 1913 und Type ED mit Zulassung vom 26. Dezember 1912. Sie unterscheiden sich in der Art der Kraftübertragung auf die Hinterachse. Die vergrößerte Bohrung von 75 mm ergibt 4595 cm³ Hubraum. Trotzdem wurde die Einstufung von 20 CV beibehalten. Der Radstand wurde auf 3420 mm verlängert.
Nachfolger sind Type ER und Type ES. Sie erhielten am 27. Dezember bzw. 30. Dezember 1913 ihre Zulassung. Der Motor gleicher Große war mit 20/30 CV angegeben. Als Radstand sind 3418 mm überliefert. Beide Modelle blieben bis 1914 im Sortiment.
Der Type FB hatte dieselben Daten und wurde bis 1915 angeboten.

### Die Modelle mit dem größeren Motor
Der Type CJ war das erste Modell. Seine Zulassung wurde am 29. Juli 1909 erteilt. 90 mm Bohrung und 120 mm Hub ergeben 6107 cm³ Hubraum und 35 CV. Der Radstand beträgt 3500 mm und die Spurweite 1400 mm.
Der Type CY  erhielt am 4. April 1911 seine Zulassung. Der vergrößerte Hub von 140 mm ergibt 7125 cm³ Hubraum. Die Steuereinstufung blieb gleich. Auch die Maße des Fahrgestells änderten sich nicht.
Darauf folgte der Type DN, dem die Behörde am 20. Mai 1912 die Zulassung erteilte. Die Bohrung wurde auf 94 mm vergrößert. Dies führt zu 7773 cm³ Hubraum und einer damaligen Einstufung mit 40 CV. Der Radstand wurde auf 3390 mm verkürzt und die Spurweite auf 1450 mm verbreitert.
Der Type DS von 1912 mit 94 mm Bohrung, 150 mm Hub, 8328 cm³ Hubraum und 40 CV kann als Variante des Type DN angesehen werden.
Der Type EF folgte am 3. Februar 1913. Der Motor mit den gleichen Maßen war nun mit 30 CV eingestuft. Der Radstand wurde auf 3565 mm verlängert, während die Spurweite unverändert blieb. Ende desselben Jahres wurde das Modell eingestellt.
Der Type EH hat die gleichen Motorabmessungen wie der Type EF, war aber mit 35 CV eingestuft.
Nachfolger wurde der Type EY. Er erhielt am 12. Januar 1914 seine Zulassung. Sein Motor war mit 32/50 CV eingestuft. Der Radstand beträgt 3615 mm, die Spurweite weiterhin 1450 mm.

### Das Spitzenmodell
Der Type EZ hat den größten Motor. 125 mm Bohrung und 150 mm Hub ergeben 14.726 cm³ Hubraum. Damit ist er einer der größten Motoren, die jemals in einem Serien-Pkw eingesetzt wurde. Er war mit 100 CV angegeben. Radstand und Spurweite entsprachen dem schwächeren Type EY. Das Modell wurde nur außerhalb Frankreichs angeboten, insbesondere in den USA. Das einzige Produktionsjahr war 1914.

### Die Modelle ab 1919
In der Preisliste vom März 1919 standen zwei V8-Modelle. Das kleinere war der Type IB. Sein Motor hat 60 mm Bohrung, 100 mm Hub, 2262 cm³ Hubraum und eine Einstufung mit 12 CV. Der Radstand beträgt 3180 mm und die Fahrzeuglänge 4320 mm. Angeboten wurde das Modell bis 1922.
Das größere Modell war der Type HG. Bei ihm ergaben 70 mm Bohrung und 120 Hub 3695 cm³ Hubraum und 18 CV. Der längere Radstand von 3400 mm ermöglichte Aufbauten mit 4750 mm Länge. Dieses Modell gab es bis 1921.
Darauf folgte der Type IF. Er erhielt am 27. Mai 1921 seine Zulassung und wurde bis 1922 angeboten.
1923 erschien das letzte Modell mit einem V8-Motor. Dies war der Type IR. Der Motor blieb unverändert. Der Radstand wurde auf 3460 mm verlängert. Im gleichen Jahr endete die Produktion.